# Petrarca Rugby
Il Petrarca Rugby è un club italiano di rugby a 15 di Padova, sezione rugbistica della Fondazione Unione Sportiva Petrarca.
Fondato nel 1947, dopo l'Amatori Milano è il secondo club più titolato del rugby italiano avendo vinto 15 scudetti al pari di Benetton e Rovigo, nonché quattro Coppe Italia.
Al 2025 milita in serie A Élite, la prima divisione nazionale, dalla quale non è mai retrocessa fin dalla sua promozione avvenuta nel 1948.

## Storia

### Gli inizi

La rosa del Petrarca campione d'Italia nella stagione 1973-74

Il Petrarca Rugby fu fondato nel 1947 dagli allievi del Collegio Universitario Antonianum Pino Bonaiti, Lalo Santini e Gastone Munaron. Nello stilare lo statuto societario, stabilirono che il neonato club si poneva come scopo, «senza fini di lucro, l'esercizio di attività di avviamento allo sport, di formazione e preparazione di atleti anche sotto l'aspetto civile e morale», oltre a quelle di preparazione e organizzazione dell'attività rugbistica più generale.
La squadra esordì in serie B il 5 novembre 1947 e prese il nome di Petrarca in occasione della prima amichevole contro il Rugby Rovigo, tuttora tra i suoi rivali nel derby d'Italia.
Nel marzo 1948 il Petrarca fu promosso nella massima divisione, dove debuttò il 17 ottobre successivo con una sconfitta proprio contro Rovigo. Dopo alcuni anni conclusisi nelle posizioni di retroguardia, nella stagione 1954-55 il Petrarca si aggiudicò il terzo posto finale alle spalle del Parma 1931 e della compagine rodigina.
Sempre militante in massima serie, il Petrarca divenne parte del cosiddetto “triangolo del rugby” italiano, che si formò in quegli anni e che vede le sue roccaforti a Treviso, Rovigo e Padova.
Negli anni cinquanta vi fu il dominio iniziale di Rovigo e in seguito quello della compagine concittadina delle Fiamme Oro, il gruppo sportivo della Polizia di Stato.
Nei campionati successivi al 1955, la squadra terminò spesso a metà classifica, di rilievo un quarto posto nel 1961 con la guida tecnica di Mario Battaglini.

### Le vittorie degli anni settanta e ottanta

Una fase dello spareggio di Udine per il titolo 1976-77

Il club conobbe il suo periodo migliore negli anni settanta e ottanta.
Nel 1968 la panchina fu affidata all'ex pilone petrarchino Memo Geremia, che debuttò con un secondo posto alle spalle dell'Aquila.
Nel campionato 1969-70 giunse il primo di cinque scudetti consecutivi; quella serie, unita ai quattro consecutivi di un decennio più tardi e ai due sparsi tra le due serie, costituisce la parte più prestigiosa del palmarès del club padovano.
Nel 1977, dopo un biennio in cui si erano laureati campioni il Brescia di Marco Bollesan (1975) e il Rovigo, allenato da Julien Saby e guidato in campo da Elio De Anna e Isidoro Quaglio, il Petrarca vinse uno scudetto ritenuto dagli esperti e dagli appassionati della disciplina come uno dei più spettacolari della storia del rugby italiano. La squadra, affidata al nuovo allenatore-giocatore francese Guy Pardiès, fu costretta a inseguire dall'inizio del torneo i campioni uscenti del Rovigo e al termine di una lunga rimonta li affiancò in classifica all'ultima giornata, battendoli nello scontro diretto allo stadio Appiani.
Si rese quindi necessario lo spareggio, disputato nell'allora nuovissimo stadio Friuli di Udine. Il Petrarca si aggiudicò un incontro agonisticamente tesissimo per 10-9, grazie a una meta di Dino De Anna (fratello rivale di Elio, il rodigino) e due calci piazzati, uno di Boccaletto e l'altro di Lazzarini. L'incontro terminò sotto un autentico diluvio che si abbatté sullo stadio e fu funestato dalla morte di un tifoso del Rovigo, colpito da un fulmine.

La rosa del Petrarca campione d'Italia nella stagione 1983-84

Negli anni successivi il Petrarca si mantenne nelle prime posizioni in campionato e tornò a fregiarsi del titolo nella stagione 1979-80, al termine di un lungo testa a testa ancora con il Rovigo. Dopo la vittoria in casa nello scontro diretto con i rivali alla 16ª giornata, i padovani mantennero il comando della classifica concludendo con un solo punto di vantaggio. Nella stagione successiva arrivò il secondo posto dietro l'Aquila, con sei punti di distacco. L'insuccesso nella stagione 1981-82, in cui la squadra dovette disputare la poule salvezza, fu parzialmente mitigato dalla conquista della prima Coppa Italia.
Lucio Boccaletto, in campo nelle file petrarchine fino al 1980, divenne allenatore della squadra nel 1982 e nel 1984 vinse lo scudetto, l'ottavo in quindici stagioni e il primo di una serie di quattro consecutivi: i successivi tre furono vinti sotto la guida dell'allenatore Vittorio Munari, all'epoca poco più che trentenne. In campo vi erano giocatori del calibro di Stefano Barba, Giuseppe Artuso,  Piergianni Farina, Marzio Innocenti e Fulvio Lorigiola (quest'ultimo fu in seguito per un periodo presidente del club), che rappresentarono poi l'Italia alla Coppa del Mondo di rugby 1987.

L'australiano David Campese, a Padova dal 1984 al 1988

A innalzare il tasso tecnico della squadra, nel dicembre del 1984 fu ingaggiato da Munari il giocatore che si sarebbe rivelato il più prestigioso nella storia del club, l'allora ventunenne David Campese, tre quarti ala australiano figlio di un emigrato veneto di Montecchio Precalcino e futuro campione del mondo con gli Wallabies nel 1991.
Altro australiano di grande valore che vinse con il Petrarca il campionato 1986-87 fu David Knox, mediano di apertura rimasto tre stagioni a Padova.

### Anni novanta
Dopo lo scudetto del 1987 iniziò un periodo di declino, che culminò nel 1990 con la salvezza ottenuta dopo aver partecipato ai play-out.
In seguito la squadra si riprese, pur senza riuscire a primeggiare in campionato come in passato.
Di grande rilievo in questo periodo la costruzione di quello che sarebbe stato battezzato Centro Sportivo Memo Geremia alla Guizza, impianto all'avanguarda inaugurato nel 1989, che occupa una superficie di 10 ettari ed ospita un gran numero di strutture, tra cui quattro campi da rugby illuminati. Nel 1995 morì Memo Geremia, allenatore dei primi scudetti e anima della società; era stato anche l'ispiratore della realizzazione del Centro Sportivo, poi intitolato alla sua memoria.
Il club riaffidò nel 1997 la panchina della prima squadra a Munari, e nelle due stagioni successive giunse alla finale-scudetto, perdendo entrambe le volte contro il Benetton Treviso.

### Stagioni recenti
Nel 2001 la squadra incrementò il palmarès, aggiudicandosi la sua seconda Coppa Italia.
Come nell'occasione precedente, il trofeo giunse in una stagione di campionato non soddisfacente, terminata nella poule salvezza. In entrambe le stagioni successive il Petrarca fu eliminato in semifinale dal Calvisano, e tornò a disputare i play-off nella stagione 2006-07, dove riuscì a vincere la partita di andata ma fu eliminato per la differenza punti dal Benetton Treviso. Dominatori del rugby nazionale a partire dal campionato 1996-97, i trevigiani si aggiudicarono poi il titolo sconfiggendo il Viadana in finale.
Stesso risultato anche nel torneo 2007-08, eliminato in semifinale da Calvisano dopo due partite molto serrate. La squadra bresciana si sarebbe poi laureata campione sconfiggendo nettamente in finale il Benetton. Nello stesso anno il Petrarca perse la finale di Coppa contro il Parma. Nel campionato 2009-10 si vide ancora negata la finale dal Treviso, che si aggiudicò nettamente le partite di semifinale.

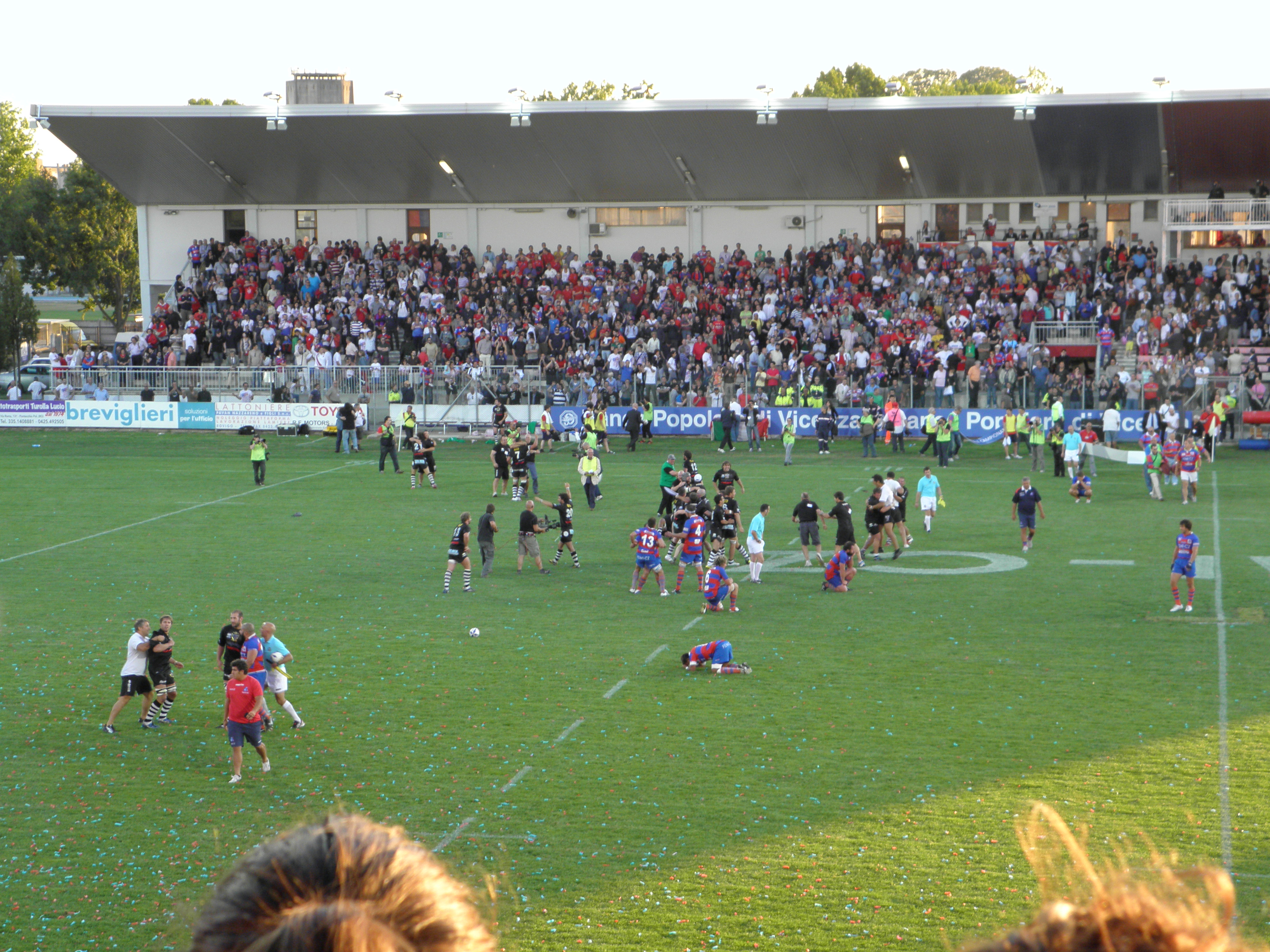
La vittoria nella finale di Rovigo per lo scudetto 2010-11

A 24 anni di distanza dal suo ultimo scudetto, nella stagione 2010-11 il Petrarca si laureò campione d'Italia per la dodicesima volta, battendo 18-14 in finale il Rovigo che giocava sul proprio campo, il Battaglini. La conquista del tricolore fu favorita dall'assenza di Benetton Treviso e Viadana, finaliste nei play-off della stagione precedente e ammesse a partecipare alla Celtic League. Nei tre campionati successivi, il Petrarca terminò la stagione regolare al quinto posto, restando fuori dai play-off dopo un serrato testa a testa con Rovigo e Mogliano nelle prime due occasioni, e con Mogliano e Viadana nel campionato 2013-14. I padovani tornarono a disputare i play-off nel campionato 2015-16 e in quello 2016-17, venendo sconfitti rispettivamente in entrambi gli incontri di semifinale dal Calvisano e dal Rovigo. A vent’anni di distanza dall’ultima volta, il Petrarca torna a concludere al primo posto la regular season nel campionato 2017-18, vincendo lo scudetto dopo aver battuto in semifinale le Fiamme Oro Roma ed in finale i campioni uscenti del Calvisano. Nel Campionato 2017-18 dopo una travolgente stagione, sotto la guida del Coach Andrea Marcato, torna a vincere il campionato italiano, conquistando il 13º scudetto. 
Nella stagione successiva il Petrarca non riesce a riconfermarsi terminando la regular season di Peroni TOP12 al 3º posto dietro al Calvisano e al Rovigo, venendo poi sconfitto dai bersaglieri in semifinale playoff (18-9 dopo il 10-10 dell'andata). La stagione 2019/2020 viene interrotta il 26 marzo 2020 a causa della Pandemia di COVID-19 con il Petrarca 5° al momento della sospensione. I neri vengono sconfitti nella finale di Coppa Italia dal Rovigo in un tirato 10-3 al Battaglini di Rovigo. Nell'annata 2020/2021 Il Petrarca torna a primeggiare in regular season terminandola con un distacco abissale di 11 punti dal Rovigo secondo. In semifinale playoff i neri eliminano il Valorugby tornando in finale dopo tre anni. Nell'ultimo atto il Petrarca cade 20-23 contro il Rovigo.
La stagione 2021/2022 è l'annata più vincente della storia del Petrarca che termina la regular season 1° con 11 punti dal secondo posto, eliminando il Calvisano in semifinale playoff e sconfiggendo il Rovigo in finale 19-6 allo Stadio Lanfranchi di Parma conquistando il 14º scudetto. Nella stessa stagione il Petrarca vince la terza Coppa Italia della sua storia (23-11 contro Fiamme Oro), 21 anni dopo l'ultimo successo. Nella stagione 2022/2023 il Petrarca riesce a bissare il successo in Coppa Italia sconfiggendo il Valorugby in finale per 51-42. In regular season di Peroni TOP10 il Petrarca termina 2° alle spalle di Rovigo, in semifinale playoff sconfigge nuovamente gli emiliani (dopo la finale di Coppa Italia) raggiungendo la terza finale consecutiva contro Rovigo, venendo sconfitto per 16-9 dai bersaglieri.

## Cronistoria
| Cronistoria del Petrarca Rugby |
| --- |
| - 1947 • Nascita del Petrarca Rugby - 1947-48 • 1º girone Veneto serie B Promosso in Serie A - 1948-49 • 9º serie A - 1949-50 • 5º serie A - 1950-51 • 7º serie A - 1951-52 • 8º serie A - 1952-53 • 5º serie A - 1953-54 • 5º serie A - 1954-55 • 3º serie A - 1955-56 • 3º serie A - 1956-57 • 2º girone A di semifinale serie A - 1957-58 • 2º girone B di semifinale serie A - 1958-59 • 4º girone B serie A - 1959-60 • 4º girone B serie A - 1960-61 • 5º Eccellenza - 1961-62 • 8º Eccellenza - 1962-63 • 4º Eccellenza - 1963-64 • 10º Eccellenza - 1964-65 • 4º Eccellenza - 1965-66 • 4º serie A - 1966-67 • 6º serie A - 1967-68 • 7º serie A - 1968-69 • 2º serie A - 1969-70 • 1º serie A Campione d’Italia (1º titolo) - 1970-71 • 1º serie A Campione d’Italia (2º titolo) - 1971-72 • 1º serie A Campione d’Italia (3º titolo) - 1972-73 • 1º serie A Campione d’Italia (4º titolo) - 1973-74 • 1º serie A Campione d’Italia (5º titolo) - 1974-75 • 4º serie A - 1975-76 • 3º serie A - 1976-77 • 1º serie A Campione d’Italia (6º titolo) - 1977-78 • 4º serie A - 1978-79 • 3º serie A - 1979-80 • 1º serie A Campione d’Italia (7º titolo) - 1980-81 • 2º serie A - 1981-82 • 1º poule salvezza 2 serie A Coppa Italia (1º titolo) - 1982-83 • 3º poule scudetto serie A - 1983-84 • 1º poule scudetto serie A Campione d’Italia (8º titolo) - 1984-85 • 1º poule scudetto serie A Campione d’Italia (9º titolo) - 1985-86 • 1º poule scudetto serie A Campione d’Italia (10º titolo) - 1986-87 • 1º serie A1 Campione d’Italia (11º titolo) - 1987-88 • 4º serie A1 (sconf. semifinali playoff) - 1988-89 • 6º serie A1 (sconf. quarti di finale playoff) - 1989-90 • 7º serie A1 - 1990-91 • 4º serie A1 (sconf. semifinali playoff) - 1991-92 • 4º serie A1 (sconf. quarti di finale playoff) - 1992-93 • 4º serie A1 (sconf. semifinali playoff) - 1993-94 • 4º serie A1 (sconf. quarti di finale playoff) - 1994-95 • 5º serie A1 - 1995-96 • 6º serie A1 (sconf. semifinali playoff) - 1996-97 • 3º serie A1 (sconf. semifinali playoff) - 1997-98 • 1º serie A1 (sconf. finale scudetto) - 1998-99 • 2º serie A1 (sconf. finale scudetto) - 1999-2000 • 9º serie A1 - 2000-01 • 7º serie A1 Coppa Italia (2º titolo) - 2001-02 • 2º Super 10 (sconf. semifinali playoff) - 2002-03 • 4º Super 10 (sconf. semifinali playoff) - 2003-04 • 6º Super 10 - 2004-05 • 7º Super 10 - 2005-06 • 6º Super 10 - 2006-07 • 4º Super 10 (sconf. semifinali playoff) - 2007-08 • 4º Super 10 (sconf. semifinali playoff) - 2008-09 • 6º Super 10 - 2009-10 • 4º Super 10 (sconf. semifinali playoff) - 2010-11 • 3º Eccellenza Campione d’Italia (12º titolo) - 2011-12 • 5º Eccellenza - 2012-13 • 5º Eccellenza - 2013-14 • 5º Eccellenza - 2014-15 • 7º Eccellenza - 2015-16 • 3º Eccellenza (sconf. semifinali playoff) - 2016-17 • 2º Eccellenza (sconf. semifinali playoff) - 2017-18 • 1º Eccellenza Campione d’Italia (13º titolo) - 2018-19 • 3º TOP 12 (sconf. semifinali playoff) - 2019-20 • Serie A (campionato interrotto) - 2020-21 · 1º TOP10 (sconf. finale scudetto) - 2021-22 · 1º TOP10 Campione d’Italia (14º titolo) Coppa Italia (3º titolo) - 2022-23 · 2º TOP10 (sconf. finale) Coppa Italia (4º titolo) - 2023-24· 1º serie A Élite Campione d’Italia (15º titolo) - 2024-25· 3º serie A Élite (sconf. semifinali playoff) |

## Colori e simboli
La sezione rugby della Gruppo Sportivo Petrarca mosse i primi passi nel Collegio Antonianum gestito dai gesuiti e precisamente nei prestigiosi impianti sportivi della società, a ridosso di Prato della Valle. Fu automatica la scelta del colore societario del nero e dello stemma.

## Strutture

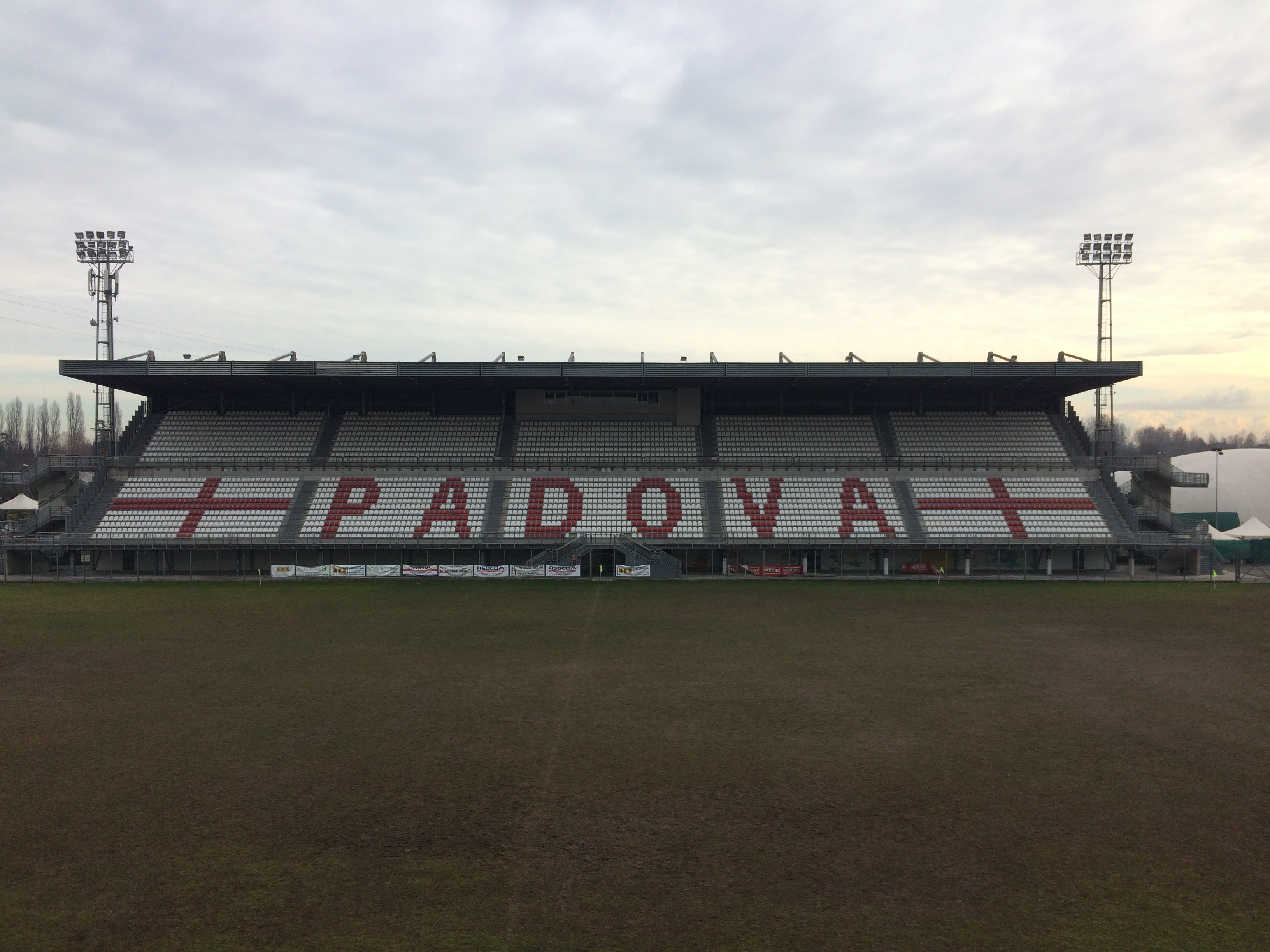
La tribuna centrale dello Stadio Plebiscito

### Stadio
All'interno degli impianti sportivi della Fondazione sorgeva lo Stadio Tre Pini, oggi demolito, dove il Petrarca giocava le partite di casa. Nel 1981 venne inaugurato lo Stadio Plebiscito.

### Centro di allenamento
Nel 1982 iniziarono i lavori per la costruzione del Centro Sportivo che venne inaugurato nel 1989. Successivamente venne dedicato alla figura storica della società Memo Geremia.

## Allenatori e presidenti
- 1968-73  Memo Geremia
- 1973-76  Marcello Fronda
- 1976-79  Guy Pardiès
- 1979-82  Oreste Dolfin
- 1982-84  Lucio Boccaletto
- 1984-88  Vittorio Munari
- 1988-92  ...
- 1992-96  Pasquale Presutti
- 1997-99  Vittorio Munari
- 1999-2001  Michael Cheika
- 2001-03  Giuseppe Artuso
- 2003-04  Rodolfo Ambrosio
- 2004-06  Philippe Sauton
- 2006-08  Pasquale Presutti
- 2008-09  George Graham
- 2009-12  Pasquale Presutti
- 2012-15  Andrea Moretti
- 2015-17  Andrea Cavinato
- 2017-24    Andrea Marcato
- 2024-  Víctor Jiménez

- 1947-1965  ...
- 1965-1973  Giuseppe Longato
- 1973-1995  Memo Geremia
- 1995-1996  Franco Valier
- 1996-2003  Andrea Rinaldo
- 2003-2009  Fulvio Lorigiola
- 2009-2018  Enrico Toffano
- 2018-2024  Alessandro Banzato

## Settore giovanile
Il Petrarca Rugby S.r.l. e il Petrarca Rugby Junior comprendono oltre 400 ragazzi che indossano ogni domenica la maglia nera del Petrarca nei vari campionati di categoria (Under 6, 8,10, 12, 16, 18, Cadetti e Prima Squadra) per un totale di 15 squadre. Oltre ai trofei vinti dalla Prima Squadra nel corso della storia del club, sono state diverse le annate del settore giovanile che si sono distinte negli anni aggiudicandosi i titoli di Campione d'Italia di categoria. Di questi ricordiamo: 7 campionati Under 18, di cui l'ultimo nella stagione 2016-17, 5 campionati Under 19, 2 campionati Under 20 e 2 campionati Under 21. Nel febbraio 2018 viene varato il progetto "Accademia del Petrarca Rugby", fortemente voluto dal direttore generale Giuseppe Artuso, finalizzato a valorizzare e ad arricchire l'esperienza dei giocatori e dei tecnici delle giovanili, per i quali sono previsti allenamenti supplementari con la partecipazione di atleti della prima squadra.

## Sezione femminile
Negli anni 1990, fu creata la squadra Perle Nere, che fu la sezione femminile del Petrarca Rugby. Dopo il suo scioglimento, nel maggio del 2017, viene creata una nuova sezione femminile, attiva dalla stagione 2017-18 nel rugby a 7.

## Palmarès
- Campionati italiani: 15
1969-70, 1970-71, 1971-72, 1972-73, 1973-74, 1976-77, 1979-80, 1983-84, 1984-85, 1985-86 
1986-87, 2010-11, 2017-18, 2021-22, 2023-24
- Coppe Italia: 4
1981-82, 2000-01, 2021-22, 2022-23

## Giocatori di rilievo
Di seguito elencati i giocatori di rilievo internazionale che hanno vestito la maglia del club padovano:
- David Campese
- Giuseppe Artuso
- Nelson Babrow
- Enrico Bacchin
- Alberto Benettin
- Mauro Bergamasco
- Mirco Bergamasco
- Lucio Boccaletto
- Marco Bortolami
- Oscar Collodo
- Manuel Dallan
- Paul Derbyshire
- Angelo Esposito
- Piergianni Farina
- Roberto Favaro
- Antonio Galeazzo
- Mauro Gardin
- Memo Geremia
- Leonardo Ghiraldini
- Stuart Grimes
- Marzio Innocenti
- Sisa Koyamaibole
- David Knox
- Andrea Marcato
- Luca Martin
- Ludovic Mercier
- Fulvio Lorigiola
- Nicky Little
- Luigi Luise
- Luciano Orquera
- Guy Pardiès
- Mario Piovan
- Pasquale Presutti
- Michele Rizzo
- Roberto Saetti
- Rudolf Straeuli
- Kobus Wiese
- Brendan Williams
- Rodrigo Fernández